# رودی آرنولد
رودی آرنولد (زادهٔ ۱۹۰۲–درگذشتهٔ ۱۹۶۶)  (به انگلیسی: Rudy Arnold) یک عکاس آمریکایی بود که در عکاسی هوانوردی تخصص داشت.

## عکاسی
آرنولد کار خود را به عنوان عکاس برای روزنامه نیویورک ژورنال آغاز کرد. در دهه ۱۹۲۰، او از صنعت روزنامه‌نگاری کنار کشید تا بر عکاسی هوانوردی تمرکز کند. در ابتدا کسب‌وکار خود را در فرودگاه کورتیس فیلد در لانگ آیلند راه‌اندازی کرد. سپس به فرودگاه فلوید بنت در بروکلین، نیویورک منتقل شد که در دهه‌های ۱۹۳۰ و ۱۹۴۰ به نقطه توقف مهمی برای پرواز فراساحلی تبدیل شد. این فرودگاه در عملیات تجاری خود موفق نبود و به مکانی برای انجام پروازهای رکوردشکن در «دوره طلایی هوانوردی» تبدیل شد. آرنولد از بسیاری از هواپیماها و خلبانان تاریخی این دوران عکس‌هایی گرفت، از جمله چارلز لیندبرگ و آملیا ارهارت. او تنها عکسی که از آغاز پرواز فراساحلی «راه اشتباهی» داگلاس کوریگان گرفته شده است را ثبت کرد.
مجموعه عکس های آرنولد در حال حاضر توسط موزه هوا و فضای اسمیتسونین نگهداری می‌شود.

## مراجع
مشارکت‌کنندگان ویکی‌پدیا. «Rudy Arnold». در دانشنامهٔ ویکی‌پدیای انگلیسی، بازبینی‌شده در ۴ ژانویهٔ ۲۰۲۵.
1. ↑  "Rudy Arnold Photo Collection". National Air and Space Museum. Smithsonian Institution. 1996. Archived from the original on April 27, 2009. Retrieved August 13, 2012.